# 利特爾德克薩斯鎮區 (阿肯色州斯科特縣)
利特爾德克薩斯鎮區（英語：Lewis Township）是位於美國阿肯色州斯科特縣的一個行政鎮區。

## 地方資料
利特爾德克薩斯鎮區的面積為61.52平方千米，當中陸地面積為61.29平方千米，而水域面積為0.23平方千米。根據2010年美國人口普查的數據，當地共有人口16人，而人口密度為每平方千米0.26人。